# Esporte Clube Pelotas
Esporte Clube Pelotas (conhecido como Pelotas e cujo acrônimo é ECP) é um clube brasileiro de futebol da cidade de Pelotas, no estado do Rio Grande do Sul, fundado em 11 de outubro de 1908. 
O mascote do clube é um lobo, que também é sua principal alcunha. O time veste as cores amarela e azul, o que lhe dá o apelido de Áureo-Cerúleo e tem como local de jogo o Estádio Boca do Lobo, próprio, com capacidade para cerca de 23.000 pessoas. 
O nome curioso do seu estádio vem das duas ruas que se encontram no estádio formando assim uma boca de um lobo.
Em 2025, disputará a primeira divisão do Campeonato Gaúcho de Futebol.

## História

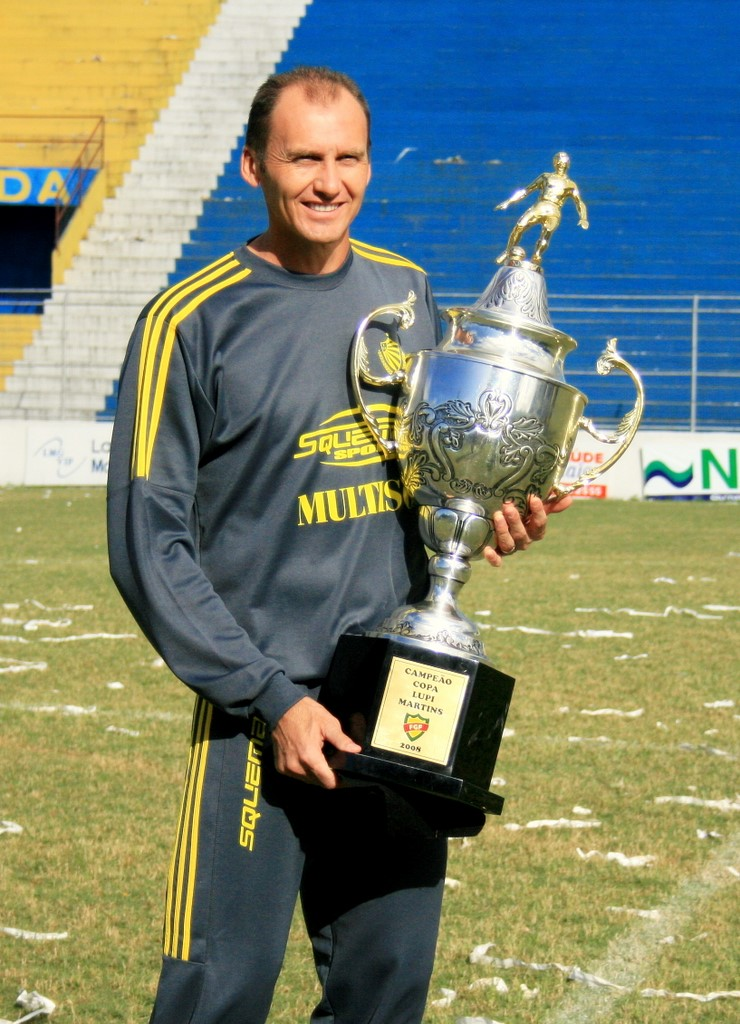
Taça da Copa FGF de 2008.

### Fundação (1908–1909)
Fundado em 11 de outubro de 1908, começou a surgir na noite de 13 de setembro de 1908, quando, numa reunião na casa de Joaquim Luis Osório, na Rua 15 de Novembro, 471, foi acertada a fusão de dois clubes: Club Sportivo Internacional e Foot-ball Club.
Participaram da reunião os senhores: Joaquim Luis Osório, Leopoldo de Souza Soares, Francisco Rheingantz e João Frederico Nebel. Os dois primeiros eram presidentes do Internacional e do Foot-ball Club, respectivamente.
O objetivo era fundar, na época, uma associação desportiva que estivesse à altura do progresso que a cidade de Pelotas vinha experimentando. Caso a fusão fosse concretizada, o novo clube, em homenagem à cidade, levaria o seu nome e as suas cores seriam o azul e o amarelo.
As negociações foram crescendo e, no dia 11 de outubro de 1908, nos salões do Club Caixeral, os sócios dos dois clubes aceitaram a proposta e criaram o Sport Club Pelotas.
O primeiro grande triunfo futebolístico do E. C. Pelotas ocorreu no dia 24 de outubro de 1909 quando, jogando em seu estádio (A Boca do Lobo), derrotou o Sport Club Rio Grande (clube de futebol mais antigo do país), que desde a sua fundação nunca havia perdido uma partida.

### Primeiros anos e campeão Gaúcho de 1911[3]
Seguiram-se ainda outros feitos memoráveis dentro do futebol: organização do primeiro torneio intermunicipal de futebol do RS em 1910; jogo contra o “scratch” uruguaio em 1911 (primeira partida disputada pela seleção uruguaia no país); É campeão estadual por aclamação dos clubes gaúchos em 1911, após enfrentar e vencer todos os campeões regionais. A disputa de inúmeras partidas contra clubes e seleções argentinas, gaúchas, cariocas e paulistas e a realização, em 1918, do Congresso Rio Grandense de Futebol, que resultou na criação da Federação Gaúcha de Futebol, por iniciativa do E. C. Pelotas.

### 1930 — Campeão Gaúcho
Em 1930, o Pelotas venceu o Campeonato Gaúcho de Futebol da primeira divisão, batendo o Grêmio na final.

### Inspirações e aparições no cenário nacional
Reza a lenda de que o uniforme da Seleção Brasileira, criado depois do "Maracanazo" de 1950, teria sido inspirado no clube da Boca do Lobo (no do estádio do Esporte Clube Pelotas). No entanto, há quem diga que o criador do uniforme novo (Aldyr Garcia Schlle) jamais faria tal homenagem ao principal rival, já que torcia pelo Xavante. E também ha quem diga que à época, o uniforme do Pelotas era diferente. 
O Pelotas foi vice-campeão gaúcho seis vezes, e campeão duas vezes, sendo assim o clube do interior que mais vezes chegou à final do campeonato gaúcho.
O time pelotense, também chamado de áureo-cerúleo, disputou a Taça de Prata (hoje Série B) do campeonato brasileiro em 1988 e 1989, tendo participado também da Série C em outras cinco oportunidades: 1995, 1996, 1998, 2001 e 2003.
Em 09/02/1994, a Boca do Lobo sediou um confronto histórico do Esporte Clube Pelotas contra a seleção da Rússia, que seria o primeiro adversário do Brasil na Copa do Mundo do Tetra. O resultado da partida foi 2×1 para os russos, com destaque para a presença de Parreira e Zagallo nas tribunas.

### Anos 2000
Em 2001, foi campeão da fase seletiva do Gauchão, e terceiro lugar na classificação final do campeonato, à frente da SER Caxias e do Internacional. Em vista disso, participou do Supercampeonato Gaúcho em 2002, da Copa Sul-Minas em 2002 (sendo clube fundador da Liga Sul-Minas), da Copa do Brasil de 2003 e da Série C do Campeonato Brasileiro em 2003. 
Em 2006, o clube firmou parceria com a AGS Gestão Esportiva, que tinha como sócio o ex-jogador de futebol Cesar Sampaio. Objetivo era profissionalizar a gestão do clube e transforma-lo em empresa . 
Em 2008, no ano de seu centenário, o Pelotas sagrou-se campeão da Copa FGF (cujo nome oficial é Copa Lupi Martins) sobre o Cerâmica de Gravataí, obtendo a vaga para a Recopa Sul-Brasileira de 2008 e para a primeira edição do Campeonato Brasileiro da Série D. Em 2013 foi campeão da Copa Sul-Fronteira, da Supercopa Gaúcha e da Recopa Gaúcha, obtendo a chamada "Tríplice Coroa" do futebol Gaúcho e novamente classificando-se para a disputa do Campeonato Brasileiro da Série D.

### 2010–2017 — Entre altos e baixos
Em 2010, a Boca do Lobo sediou ainda, além dos grandes confrontos do Campeonato Gaúcho, partidas históricas contra o Fluminense do Rio de Janeiro, Cerro Largo do Uruguai e Cerro Porteño do Paraguai.
Entre 2010–2013, disputou o Gauchão, onde fez campanhas razoáveis. Em 2013, conquistou a Super Copa Gaúcha, feito que lhe concedeu uma vaga para a disputa da Recopa Gaúcha de 2014, onde o Pelotas venceu o Internacional por 3x2, se tornando o primeiro campeão da competição.
Apesar do título, o Pelotas acabou sendo rebaixado no Gauchão de 2014. Entre 2015-2017, disputou a Divisão de Acesso, onde não conseguiu o retorno para a elite do futebol gaúcho.

### 2018–2020 — Títulos, retorno à elite e retorno ao cenário nacional
Em 2018, sob o comando de Paulo Porto, o Lobo sacramentou seu retorno ao Gauchão, após quatro anos na segunda divisão. Além do acesso, o Pelotas também conquistou o título da Divisão de Acesso, batendo o Aimoré na final.
No Gauchão de 2019, o Pelotas fez uma campanha razoável, somando 12 pontos em 11 jogos, insuficiente para conseguir uma vaga nas quartas de final, mas, o suficiente para manter o Lobo na elite. Ainda em 2019, conquistou a Copa FGF pela segunda vez, feito que lhe concedeu uma vaga no Campeonato Brasileiro Série D de 2020 e para a disputa da Recopa Gaúcha de 2020.
Em 2020, começou o ano conquistando a Recopa Gaúcha, após vencer o Grêmio nos pênaltis. No Gauchão, o Clube fez uma campanha de rebaixado, porém, devido a Pandemia, a FGF suspendeu os rebaixamentos naquela edição, mantendo o Pelotas na elite.
No segundo semestre de 2020, o Lobo disputou a Série D do Campeonato Brasileiro, foi o autor da maior goleada da edição, no jogo contra o São Caetano na cidade de São Caetano do Sul, São Paulo, o placar da partida foi um sonoro 9 a 0 para o Pelotas. Apesar de ter feito uma boa campanha, somando 20 pontos na fase inicial, o Pelotas terminou na quinta colocação do grupo, não conseguindo avançar para a próxima fase.

### 2021–2023 — Declínio e crise
Após se salvar do rebaixamento em 2020, o Clube foi rebaixado no Campeonato Gaúcho de 2021, terminando na lanterna da competição, com apenas 9 pontos conquistados.
Tanto em 2022, quanto em 2023, o Pelotas foi eliminado nas quartas de final da Divisão de Acesso nos pênaltis, em 2022 para o Passo Fundo e em 2023 para o Monsoon, ficando sem a vaga na elite do futebol gaúcho. Em 2023, o clube repercutiu nacionalmente, após a contratação do atacante Walter, que deixou a Boca do Lobo sem marcar gols.
Ainda em 2023, o Pelotas disputou a Copa FGF, onde foi eliminado nas quartas de final para o São Luiz.

### 2024 — Retorno à elite
A temporada 2024 começou de maneira conturbada para o Pelotas, Paulo Porto foi o escolhido para comandar a equipe, porém, após duas derrotas nas duas primeiras rodadas da Divisão de Acesso, Paulo foi demitido. Outro caso extracampo que marcou negativamente o início de temporada do Lobo, foi a contratação do atacante Kieza, contratado para ser o craque da equipe, entrou em campo apenas duas vezes e foi afastado por indisciplina.
Dentro de campo, o Pelotas, agora comandado por Ariel Lanzini, fez uma boa campanha na primeira fase da Divisão de Acesso, terminando na quarta colocação do grupo 2, assegurando a vaga nas quartas de final.
Nas quartas de final, uma classificação emocionante contra o Glória, que havia feito a melhor campanha na fase de grupos. No jogo de ida na Boca do Lobo, uma vitória do Pelotas por 2x0, na volta, em Vacaria, o Glória reverteu o placar, porém, o Pelotas avançou nos pênaltis, garantindo a vaga nas semifinais.
Nas semifinais, mais uma classificação épica, após um empate de 0x0 na ida em casa contra o Inter de Santa Maria, o Pelotas foi para o jogo de volta com a obrigação de vencer para confirmar o retorno a elite do futebol gaúcho, diante de mais de 3.000 torcedores adversários na Baixada Melancólica, o Lobo mostrou o peso de sua camisa e venceu o Inter de Santa Maria por 2x1, confirmando o acesso para o Campeonato Gaúcho.
Agora, o Pelotas foi vice na disputa da final da Divisão de Acesso, contra o Monsoon, perdendo nos pênaltis.
Além do acesso, o Clube, de maneira isolada, também obteve a melhor média de público pagante da competição, com 1.065 pagantes por jogo.
O Pelotas  não  disputou a Copa FGF em 2024, concentrando suas atenções no restante do ano na montagem do elenco para a disputa do Gauchão de 2025.

### 2025 - rebaixado no Gauchão pela quinta vez
Para 2025, o clube manteve o treinador Ariel Lanzini na casamata. Para a montagem do elenco, o Lobo apostou na permanência de nomes do acesso, como Yuri Bigode e Heverton, junto de nomes conhecidos, como Cesinha e Emerson Brito.
Na penúltima rodada da fase de grupos do Gauchão, após uma goleada de 5 a 0 sofrida para o Grêmio, o treinador Ariel Lanzini foi demitido. A diretoria do Lobo, imediatamente, anunciou Alessandro Telles como substituto. Na última rodada, o clube estava se salvando dos riscos de queda até os últimos minutos, porém, tomou uma virada relâmpago para o Juventude, terminando a fase inicial do Gauchão na 9ª Colocação, com seis pontos em oito jogos, indo para a quadrangular do rebaixamento.
Na quadrangular, o Pelotas fez uma péssima campanha, sem vitórias e com apenas três pontos em cinco jogos. Em 9 de março, o quinto rebaixamento do Lobo em sua história, foi confirmado, após uma goleada sofrida pelo Avenida, por 4 a 1.
Além de 2025, o Áureo-Cerúleo também caiu no estadual em 1980, 2004, 2014 e 2021.

## Títulos
Excluindo os títulos do interior gaúcho o Pelotas ostenta cinquenta e quatro títulos oficiais com o time principal, oito deles estaduais, os mais importantes são os Campeonato Gaúcho de 1930 e o  Campeonato Gaúcho de 1911.
| ESTADUAIS           | ESTADUAIS                             | ESTADUAIS | ESTADUAIS |
|                     | Competição                            | Títulos   | Temporadas |
|                     | Campeonato Gaúcho                     | 1         | 1911 e1930 |
|                     | Copa FGF                              | 2         | 2008 e 2019 |
|                     | Recopa Gaúcha                         | 2         | 2014 e 2020 |
|                     | Super Copa Gaúcha                     | 1         | 2013 |
| ------------------- | ------------------------------------- | --------- | --- |
|                     | Campeonato Gaúcho - Divisão de Acesso | 2         | 1983 e 2018 |
|                     | Campeonato do Interior Gaúcho         | 8         | 1930, 1932, 1945, 1951, 1956, 1960, 1988 e 1992                                                                                     |
| ESTADUAIS-REGIONAIS |                                       |           | |
|                     | Competição                            | Títulos   | Temporadas |
|                     | Copa Sul Fronteira                    | 2         | 2010 e 2013 |
|                     | Campeonato Gaúcho - Região Litoral    | 9         | 1930, 1932, 1939, 1944, 1945, 1951, 1956, 1958 e 1960                                                                               |
| MUNICIPAIS          |                                       |           | |
|                     | Competição                            | Títulos   | Temporadas |
|                     | Campeonato Citadino de Pelotas        | 22        | 1912, 1913, 1915, 1916, 1925, 1928, 1930, 1932, 1933, 1939, 1944, 1945, 1951, 1956, 1957, 1958, 1960, 1965, 1971, 1976, 1981 e 1996 |
|                     | Torneio Início de Pelotas             | 9         | 1927, 1928, 1935, 1936, 1944, 1949, 1951, 1952 e 1996                                                                               |
|                     | Taça Cidade de Pelotas                | 3         | 1924, 1973 e 1976 |

 Campeão invicto

### Outras conquistas
- Torneio da Morte: 1 1963
- Copa dos Campeões Gaúchos: 1 1957
- Copa Getúlio Vargas: 1 1929
- Seletiva do Gauchão: 1 2001
- Campeonato Estadual Divisão de Honra de Profissionais: 1 1958
- Campeonato Estadual Divisão de Honra de Profissionais Zona Litoral:1 1956
- Taça Região Fronteira:1 (2010)
- Torneio Comemorativo aos 150 anos da Cidade de Pelotas:1 1963
- Citadino de Pelotas de Amadores:2 1942 e 1954
- Citadino de Pelotas de Aspirantes:1 1950

### Categorias de base
- Campeonato Gaúcho de Juniores:1 2004
- Citadino de Pelotas - Juvenil:4 1958, 1970, 1971 e 1977
- Citadino de Pelotas - Infanto Juvenil:1 1978

### Campanhas de destaque
Vice-campeão
- Campeonato Gaúcho: 5 (1932, 1945, 1951, 1956, 1960)
- Campeonato Gaúcho - Série A2: 3 (2009, 2016 e 2024)
- Taça Fábio Koff: 1 (2010)
- Copa FGF: 1 (2015)
- Taça Internacional Cidade de Melo: 1 (1999)

Terceiro colocado
- Campeonato Gaúcho: 3 (1988, 1992, 2001)
- Copa FGF: 1 (2013)
- Copa Ênio Andrade: 1 (1998)
- Copa Bento Gonçalves: 1 (1985)

Quarto colocado
- Campeonato Gaúcho: 2 (1958 e 1993)
- Copa FGF: 2 (2010, 2017 e 2022)
- Copa ACEG: 1 (1984)<
- Copa Governador do Estado: 1 (1987)
- Copa Sul-Fronteira: 1 (2015)

## Estatísticas

### Participações
|  | Participações em 2026 |

| Competição        | Competição        | Temporadas | Melhor campanha       | Estreia | Última | P | R |
| Rio Grande do Sul | Campeonato Gaúcho | 58         | Campeão (1930)        | 1911    | 2025   |   | 6 |
| Rio Grande do Sul | Divisão de Acesso | 16         | Campeão (1983 e 2018) | 1981    | 2026   | 4 | – |
| Rio Grande do Sul | Copa FGF          | 15         | Campeão (2008 e 2019) | 2004    | 2023   |   |   |
| Brasil            | Série B           | 2          | 21º colocado (1988)   | 1988    | 1989   | – | – |
| Brasil            | Série C           | 5          | 20º colocado (2003)   | 1995    | 2003   | – | – |
| Brasil            | Série D           | 4          | 24º colocado (2010)   | 2009    | 2020   | – |   |
| Brasil            | Copa do Brasil    | 1          | 1ª fase (2003)        | 2003    | 2003   |   |   |

O Pelotas também já participou do Campeonato Brasileiro de 1931 perdendo para o botafogo.

### Histórico em competições oficiais
- Campeonato Gaúcho: 55 dos 100 Campeonatos realizados.
- Copa Sul-Minas: 2002 (14º).
- Recopa Sul Brasileira: 2008 (4º).
- Copa do Brasil

: 2003 (47º).
- Série B

: 1988 (21º) e 1989 (72º).
- Série C

: 1995 (97º), 1996 (33º), 1998 (34º), 2001 (40º) e 2003 (20º).
- Série D

: 2009 (39º), 2010 (24º) e 2014 (33º).

## Ídolos
| Jogador          | Período         |
| Ademir Alcântara | 1984            |
| Alexandre Gaúcho | 1990-1993       |
| Alex Dias        | 2010            |
| Axel             | 2007            |
| Bebeto           | 2001            |
| Bedeuzinho       | 1953-1961       |
| Betão            | 1981            |
| Brauner          | 1954-1956       |
| Dauri            | 2009            |
| Flávio Dias      | 2002-2003, 2008 |
| Flávio Minuano   | 1977            |
| Frédson          | 2002            |
| João Miguel      | 2001-2002       |
| Jonatas          | 2010            |
| Jorge Mutt       | 2001-2003       |
| Josiel           | 2001-2002       |

| Jogador         | Período         |
| Juarez          | 1984-1991       |
| Maicon Sapucaia | 2009-atual      |
| Marcial         | 1920-1930       |
| Mário Reis      | 1920-1930       |
| Maurinho        | 2010            |
| Michel Bastos   | 1994-2001       |
| Paulo Baier     | 2002            |
| Pedrinho        | 2001-2002       |
| Perivaldo       |                 |
| Pintado         | 2002            |
| Rafael          | 2010            |
| Rafael          | 2001-2002       |
| Rudi            | 2003, 2007-2009 |
| Samuel          | 2002            |
| Sandro Sotilli  | 2009-2011       |
| Tiago Duarte    | 2008-2011       |

## Artilheiros
Artilheiros do Campeonato Gaúcho
- Marcial - 1930.
- Flávio Minuano - 1977 (13 gols).
- Ademir Alcântara - 1984 (13 gols).
- Flávio Dias - 2003 (18 gols).

Artilheiros do Campeonato Gaúcho - Série B
- Jorge Preá - 2007 (18 gols).
- Giovane Gomes - 2018 (7 gols).

## Patrimônio

### Estádio
O Esporte Clube Pelotas é proprietário do Estádio Boca do Lobo, o mais antigo do país, em pleno funcionamento e sede oficial do clube. É a mais completa praça esportiva de Pelotas, com capacidade para aproximadamente 23.336 torcedores contendo 1.500 cadeiras cativas. Ao redor do estádio, existe ainda 58 pontos comerciais devido sua privilegiada localização no coração da cidade, em sua principal avenida.

### CT Parque Esportivo Lobão
Inaugurado no dia 4 de janeiro de 1991, o Parque Esportivo Lobão conta com mais de 10 campos de futebol que são utilizados como centro de treinamento por todas as categorias de base do clube e também pelo elenco profissional. Também é um local destinado à torcida azul e ouro, assim como aos mais diversos segmentos futebolísticos do clube, é um espaço de confraternização e recreação pois o parque possui piscinas e churrasqueiras de acesso exclusivo aos sócios. Muitos dos principais eventos produzidos pelo clube têm o Parque como seu local de realização. 

## Futebol feminino
O Pelotas possui equipe feminina, o Esporte Clube Pelotas - Phoenix, e suas jogadoras são constantemente convocadas para a seleção Brasileira feminina.

## Rankings
Posição no Ranking da CBF
- Posição: 186º lugar - 102 pontos[21]

Posição no Ranking Estadual
- Posição: 3º lugar - 13.772 pontos[22]

## Torcida Áureo-Cerúleo

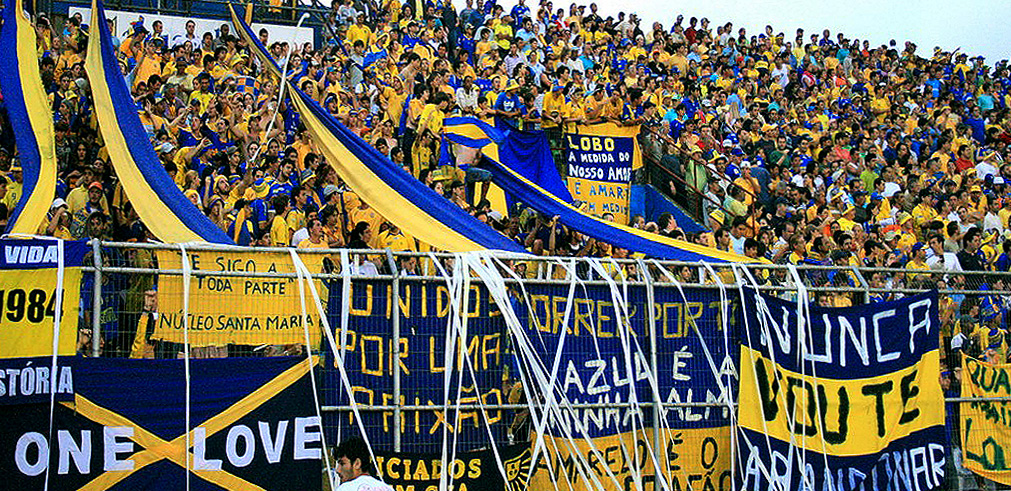
Torcida do Pelotas

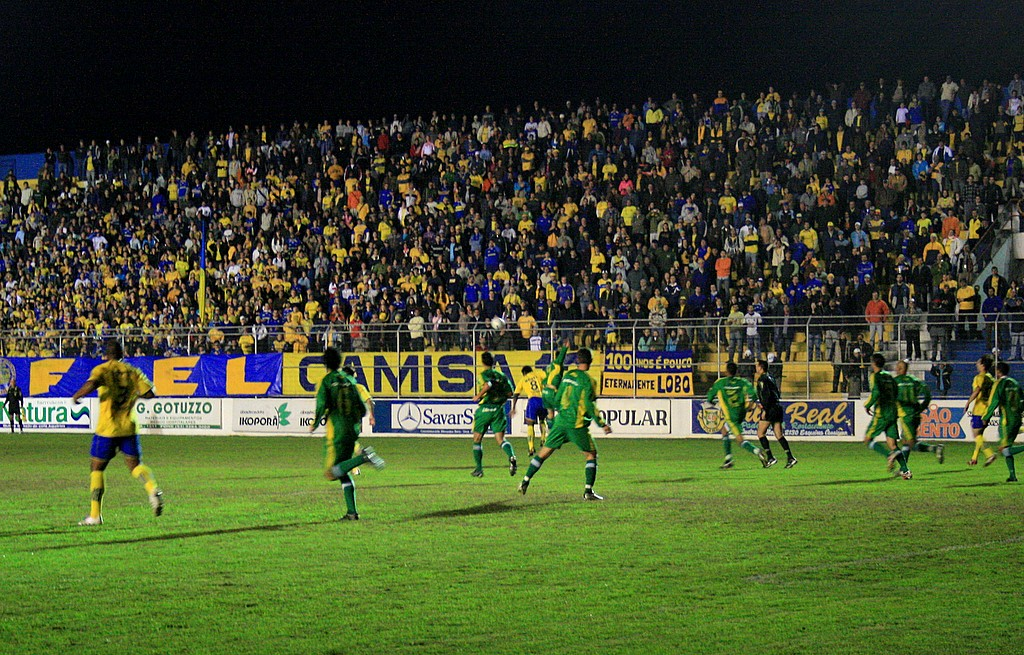
Ypiranga x Pelotas

Uma torcida apaixonada e fiel ao Esporte Clube Pelotas, assim podemos descrever a torcida do Lobão. Uma das mais vibrantes do Rio Grande do Sul, sendo considerada uma das maiores torcidas do interior do estado. Presente nos mais diversos cantos deste país, a torcida áureo-cerúlea frequentemente dá mostras de sua fidelidade, acompanhando o Pelotas por todos os estádios onde o Lobo se apresenta.

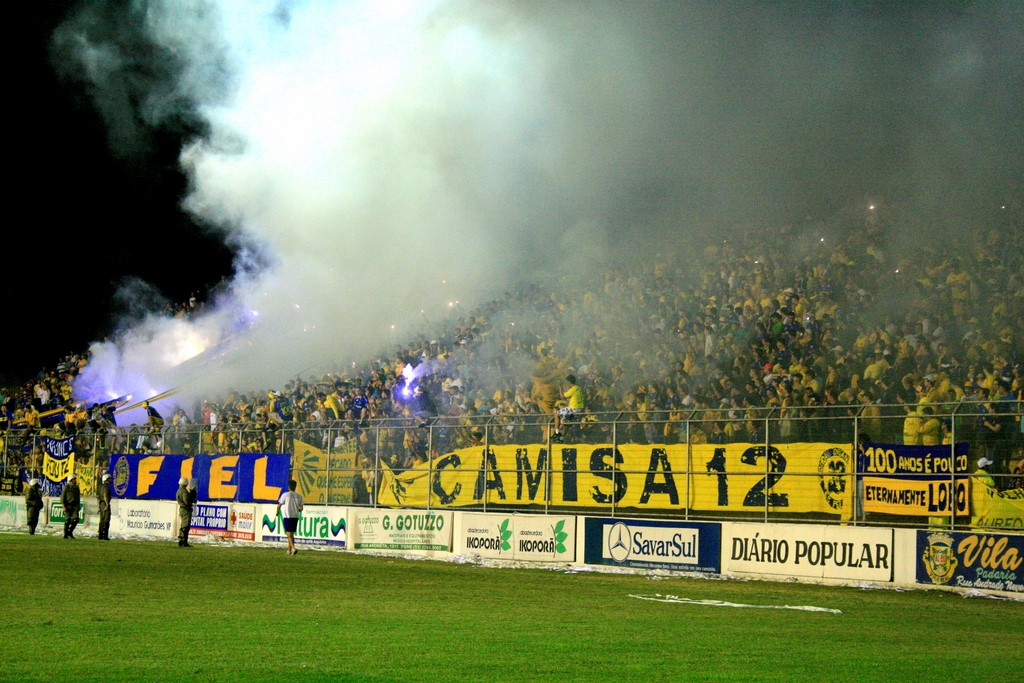
Barra do Pelotas

A torcida áureo-cerúlea conta com fatos históricos de "invasões" a estádios de outros clubes. Um exemplo recente ocorreu no Gauchão 2010. O Pelotas fez Porto Alegre parecer sua sede. Foram diversas excursões à capital, onde o Lobo, empurrado pela massa azul e ouro, derrubou o Grêmio em pleno estádio Olímpico, acabando com uma invencibilidade de 51 jogos e eliminando o tricolor da competição. Na partida contra o São José, a torcida áureo-cerúlea lotou as dependências do estádio Passo D’Areia fazendo a diferença no momento que o Lobo mais precisou – com 2 jogadores a menos, o Pelotas foi empurrado e derrotou seu adversário. E a torcida do Lobão ainda foi responsável por colocar mais de 4,5 mil fanáticos nas arquibancadas do estádio Beiro-Rio na partida contra o Internacional, a qual decidia o título da Taça Fábio Koff. Nos momentos bons e mesmo nos ruins, a torcida jamais abandona o Lobão, se faz presente em todos os jogos para apoiar incondicionalmente sua equipe.

### Unidos por uma Paixão - UPP
O Movimento Unidos por uma Paixão, também conhecida como UPP, é um movimento de torcedores do Esporte Clube Pelotas, criada em 2006 e que adota um formato de torcida muito popular na América Latina. Todos seus integrantes são sócios do clube, e não se consideram uma torcida organizada, mas sim um movimento do qual todo e qualquer torcedor pode participar livremente, sem associação ou cadastro. O movimento tem como característica o apoio incondicional ao clube. Utilizam faixas e "trapos" confeccionados à mão, bem como instrumentos musicais como bumbos de murga e instrumentos de sopro, com canções próprias. Em 2012 a UPP foi considerada uma grande torcida da América do Sul pela Barras das Américas.

### Força Jovem do Pelotas - FJP
A Força Jovem é uma das torcidas mais tradicionais do Pelotas, fundada em 1993, sendo muito conhecida e respeitada em todo país. diferentemente da Unidos por uma Paixão, suas características são de torcida no estilo brasileiro, com banda no estilo "charanga", e tendo como diferencial um "bandeirão gigante" com o símbolo do Pelotas e as iniciais FJP.

### Demais organizadas
Além da Força Jovem e da Unidos por uma Paixão, o Pelotas conta ainda com outras diversas organizadas, se destacam a Lobochopp, Fúria Áureo-Cerúlea, Império Lobão e Força Independente Expresso Lobão, entre outras.

## Maiores rivalidades
O Pelotas tem como seus maiores rivais o Brasil de Pelotas (Grêmio Esportivo Brasil), no qual faz o clássico Bra-Pel e ainda o Grêmio Atlético Farroupilha com quem realiza o Far-Pel.
Há divergência entre autores na quantidade de jogos disputados no clássico Bra-Pel, pois são inúmeras. De acordo com o autor J. Éder e atualizado após o livro, já foram realizados 362 clássicos, com 126 vitórias do Brasil de Pelotas, 113 vitórias do Pelotas e 123 empates. Entretanto, os autores Sérgio Augusto Gastal Osório e Mário Gayer do Amaral contam mais clássicos chamados de restritivos que, atualizados após o livro, indicam que já foram realizados 391 clássicos, com 141 vitórias do Brasil, 123 vitórias do Pelotas e 127 empates, tendo o Brasil marcado 534 gols e o Pelotas 514 gols. As atualizações de resultados depois de 2008 e 2010 (datas de publicações dos livros) foi feita através de banco de dados online.
O clássico Far-Pel já foi realizado 208 vezes, 105 vitórias do Pelotas, 57 empates e 46 vitórias do Farroupilha. O Pelotas marcou 458 e o Farroupilha 282 gols.

## Hino Oficial do Esporte Clube Pelotas
Autor: José Walter de Oliveira (Valmúrio)
"Orgulho-me de ser Áureo-Cerúleo
Pela grandeza do ideal
Ufano-me de ser Áureo-Cerúleo
Pelo que tens de emocional
Exulto ao ver as cores gloriosas
Que lembram toda uma tradição
Azul e amarelo são as cores
Que moram no meu coração
Salve o Pelotas
Salve o glorioso
Quem não te ama
Nunca sentiu emoção
Salve o Pelotas
Vitorioso
É a vitória
O teu maior galardão."

## Símbolos

### 1º Uniforme
| 2019 | 2018 | 2017 | 2016 | 2015 | 2014 | 2013 |

### 2º Uniforme
| 2019 | 2018 | 2017 | 2016 | 2015 | 2014 | 2013 |

### 3º Uniforme
| 2019 | 2018 | 2017 | 2016 |

### Uniforme Especial
| 2017 | 2015 |

## Presidentes
- Pedro Luís Osório (1908 – 1913)
- Eduardo Cândido de Siqueira Júnior (1913 – 1914)
- Leopoldo de Souza Soares (1914 – 1915)
- Alfredo Maciel Moreira (1915 – 1916)
- Francisco Simões (1916 – 1919)
- Manoel Luís Osório (1919 – 1921)
- Martin Guilayn (1921 – 1922)
- Alfredo Maciel Moreira (1922 – 1923)
- Adalberto Landim (1923 – 1924)
- Alfredo Maciel Moreira (1924 – 1926)
- Diniz Gonçalves Moreira (1926 – 1927)
- Martin Guilayn (1927 – 1928)
- Jorge dos Santos Carvalho (1928 – 1929)
- Armando Coelho Borges (1929 – 1930)
- Justino Sereno Ribeiro (1930 – 1932)
- Osmar Furtado de Azambuja (1932 – 1933)
- Justino Sereno Ribeiro (1933 – 1936)
- Francisco de Paula Janeli (1936 – 1937)
- Dante Noronha Adures (1937 – 1939)
- Antônio Rocha da Rosa (1939 – 1941)
- Joubert Nogueira (1941 – 1942)
- Joaquim Luís Osório (1942 – 1944)
- Paulo Osório (1944 – 1945)
- Francisco Corrêa Azevedo (1945 – 1946)
- Dirceu Mendes de Mattos (1946 – 1947)
- Justino Sereno Ribeiro (1947 – 1948)
- João Jacinto Mendonça de Souza (1948 – 1950)
- Gilberto Zambrano (1950 – 1951)
- Andy Rosa de Oliveira (1951)
- Luiz Mascarenhas Alves Pereira (1952)
- Bernardo Rodrigues (1952 – 1953)
- Gilberto Zambrano (1953 – 1954)
- João Abadie Neto (1954 – 1955)
- Arthur Corrêa de Azevedo (1955)
- Oswaldo Kaster (1956)
- Raul C. Corrêa (1956 – 1957)
- Dirceu Mendes de Mattos (1957 – 1959)
- Edgar de Moura Rohnelt (1959 – 1962)
- Paulo Conceição Möller (1962 – 1964)
- Edgar de Moura Rohnelt (1964 – 1967)
- Cândido Lopes Neto (1967 – 1968)
- Edgar de Moura Rohnelt (1968 – 1969)
- Luís Ferreira Bento (1969 – 1970)
- Sérgio Chim dos Santos (1970 – 1971)
- Vicente Gervini (1971 – 1972)
- José Lafaiete Terra Leite (1972)
- Wilmar Schild (1973)
- Sydney Salengue Gomes (1973 – 1976)
- Paulo Gastal Júnior (1976 – 1977)
- Álvaro Gonçalves da Silva (1977 – 1978)
- Luís Antônio de Melo Aleixo (1978 – 1979)
- Rubens André (1979 – 1980)
- Fernando Gomes da Silva (1980 – 1981)
- Hélio Freda (1981 – 1982)
- Luís Antônio de Melo Aleixo (1982 – 1984)
- Carlos Alberto Schild (1984 – 1985)
- Martin Aquino Marques (1985 – 1986)
- Flávio Luiz Gomes da Silva Gastaud (1986 – 1987)
- Alcir Nunes da Silva (1987 – 1988)
- Flávio Luiz Gomes da Silva Gastaud (1988 – 1989)
- José Bonifácio Poetsch (1989 – 1990)
- Flávio Luiz Gomes da Silva Gastaud (1990 – 1991)
- Sydney Salengue Gomes (1991 – 1993)
- Álvaro Jesus da Cunha Azocar (1993 – 1995)
- Rogério Henrique Janelli da Silva (1995 – 1996)
- Osny Yunes da Silva (1996 – 1997)
- Luís Antônio de Melo Aleixo (1997 – 1998)
- Flávio Luiz Gomes da Silva Gastaud (1998 – 2000)
- Carlos Augusto da Cunha Tavares (2000 – 2002)
- Flávio Luiz Gomes da Silva Gastaud (2002 – 2003)
- Sérgio Passos Oliveira (2004)
- Marcelo Aleixo Neves (2004 – 2005)
- Manoel Soares (2005 – 2006)
- Luís Antônio de Melo Aleixo (2006 – 2007)
- Alcir Nunes da Silva (2007 – 2008)
- Luís Antônio de Melo Aleixo (2008 – 2011)
- Roberto Larrosa (2011 – 2013)
- Ítalo Gomes (2013 – 2014)
- Lúcio Barreto (2014 – 2015)
- Flávio Luiz Gomez da Silva Gastaud (2015)
- Luís Antônio de Melo Aleixo (2016 – 2017)
- Gilmar Schneider (2017 – 2024)
- Rodrigo Brito (2024-atualmente)

## Treinadores
Vale lembrar que, no início do século passado, ainda não existiam os chamados técnicos, e quem comandava o time eram os chamados "Capitães Gerais". Somente a partir de 1940, é que surgiram os técnicos para comandarem a equipe.
Décadas de 1910–1930
- Alfredo Calero
- Dinarte Tavares
- Humberto Cabelli
- Paulo Cotelari
- Otávio Magalhães

Década de 1940
- Alfredo Osório
- Gaúcho
- Serafim Porta
- Humberto Cabelli
- Paulo Cotelari
- Carlos Viola
- Alcides Moraes
- Luís Viscardi
- Vianna
- Alípio Rodrigues
- Eduardo Azevedo
- João Carlos Schild
- Tristão Garcia
- Antonio Fierro

Década de 1950
- Antonio Fierro
- Gastão Leal
- José Vaz
- Humberto Cabelli
- Luisinho
- Tutú
- Otacílio Santos
- Darío Letona
- Galego (1956 – 1962)

Década de 1960
- Galego (1968 – 1970)
- Getúlio Saldanha
- Nélson Adams
- Hugo Romeu
- Ênio Rodrigues
- Foguinho
- Ênio Andrade (1967)

Década de 1970
- Galego (1978)
- Getúlio Saldanha
- Abílio dos Reis
- Bira
- Júlio Arão
- Óscar Urruty
- Poletto

Década de 1980
- Valmir Louruz (1981 – 1983)
- Otacir Viana
- Getúlio Saldanha
- Orlando Cassares
- Fernando Xavier
- Galego (1983 – 1985)
- Luiz Felipe Scolari (1986)
- Reginaldo Lemos
- Júlio Espinosa
- Galego (1988 – 1989)
- Ernesto Guedes (1989)

Década de 1990
- Cláudio Duarte
- Cassiá (1991 – 1992)
- Celso Freitas
- Galego
- Poletto
- Joubert Pereira
- Orlando Bianchini (1995)
- Laone Luiz Luz (1995)
- Luís Parise
- Serginho
- Valmir Louruz (1997)
- Pontes
- Robertinho

Década de 2000
- Edinho (2002)
- Valmir Louruz (2003)
- Eduardo Pereira
- Nestor Simionato (2004)
- André Luís
- Jair Galvão (2006)
- Valmir Louruz (2006 – 2007)
- Agnaldo Liz (2007)
- Rogério Zimmermann (2008)
- Beto Almeida (2008)
- Nei Almeida (2008)
- Gilmar Dal Pozzo (2008)
- Joel Cornelli (2009)
- Beto Campos (2009)
- Beto Almeida (2009 e 2010)

Década de 2010
- Itamar Schülle (2010)
- Gilmar Dal Pozzo (2011)
- Armando Desessards (2011)
- Gavião (2011 e 2012)
- Beto Almeida (2012 e 2013)
- Carlos Moraes (2013)
- Luiz Carlos Barbieri (2013)
- Paulo Porto (2013 e 2014)
- Luiz Carlos Barbieri (2014)
- Julinho Camargo (2014)
- Agenor Piccinin (2015)
- Paulo Porto (2015)
- Fabiano Daitx (2016)
- Luís Carlos Winck (2016)
- Marcelo Rospide (2017)
- Marcelo Mabilia (2017)
- Thiago Gomes (2017)
- Paulo Porto (2018)
- Diego Gavilán (2019)
- Felipe Endres (2019)
- Antônio Picoli (2019 - 2020)
- Luiz Carlos Winck (2020)
- Ricardo Colbachini (2021)
- Rafael Jacques (2021)
- Antônio Picoli (2022)
- William Campos (2023)
- Leocir DallAstra (2023)
- Ariel Lanzini (2024-2025)
- Alessandro Telles (2025-Atualmente)